# Henri Seroka
Henri Seroka né le 9 mai 1949 à Anderlecht fils d'un Polonais et d'une Allemande, est un chanteur et compositeur belge.
Il a notamment composé l'hymne officiel belge pour les jeux olympiques de Los Angeles en 1984 dont Jacques Zegers a écrit les paroles et assuré l'interprétation. De la même association est née Avanti la vie, chanson présentée par la Belgique au Concours Eurovision de la chanson 1984. 
Il a aussi composé des musiques de dessins animés (Les Schtroumpfs, Le Marsupilami, Spirou ou Gaston Lagaffe) ainsi que de chansons pour divers interprètes (Isabelle Aubret, Dorothée, Philippe Laumont, Lulu, Ivan Rebroff). Bien que domicilié à Saint-Gilles (Bruxelles), il travaille principalement en Pologne.

## Discographie
- Stéphanie,
- Ça casse tout le rock à Gaston,
- Musique officielle des Diables Rouges lors de la Coupe du monde de football à Mexico en 1986.
- My best film music (coffret 2 CD)
- Attends encore ... (disque de chansons)
- Credo (messe)
- Odyssea (cantate pop)

## Musique de film
- Son premier été de Joao Correa en 1976
- Alicja de Jacek Bromski en 1982
- Ceremonia pogrzebowa  de Jacek Bromski en 1985
- Flight of the spruce goose de Lech Majewski en 1986
- Zabij mnie, glino de Jacek Bromski en 1988
- Sztuka kochania de Jacek Bromski en 1989
- Beertje Sebastiaan: De geheime Opdracht de Frank Fehmers en 1991
- Kuchnia polska de Jacek Bromski en 1991
- 1968. Szczęśliwego Nowego Roku de Jacek Bromski en 1992
- Dzieci i ryby de Jacek Bromski en 1997
- U Pana Boga za piecem de Jacek Bromski en 1998
- To ja, złodziej de Jacek Bromski en 2000
- Combat avec l'ange de Marian Handwerker en 2008
- U Pana Boga za miedzą de Jacek Bromski en 2009
- Le consul de Bordeaux de Joao Correa en 2011
- U Pana Boga w Królowym Moście de Jacek Bromski en 2023